# باشگاه فوتبال ونتزیا
باشگاه فوتبال وِنِتزیا (ایتالیایی: Venezia F.C.) یک باشگاه فوتبال ایتالیایی در شهر ونیز است که در سری آ رقابت می‌کند.
این باشگاه در سال ۱۹۴۱ قهرمان جام حذفی فوتبال ایتالیا شده‌است.
این باشگاه در فصل ۲۰۲۰-۲۱ سری بی، توانست در پلی آف صعود، تیم هایی همچون کیه وو ورونا، لچه و چیتادلا را شکست دهد تا جواز حضور در سری آ ۲۰۲۱-۲۲ را بدست آورد.

## ورزشگاه
ورزشگاه پیرلوییجی پنزو که ورزشگاه خانگی این تیم است، دومین ورزشگاه قدیمی ایتالیا پس از ورزشگاه لوئیجی فراری تیم جنوا می‌باشد.

## تاریخچه
این باشگاه در ۱۴ دسامبر ۱۹۰۷ تأسیس شد.
از برجسته‌ترین موفقیت‌های این باشگاه می‌توان به قهرمانی این تیم در جام حذفی فوتبال ایتالیا در فصل ۴۱–۱۹۴۰ اشاره کرد. از بازیکنان تیم قهرمان می‌توان ازیو لویک و والنتینو مازولا را نام برد. همچنین در فصل ۴۲–۱۹۴۱ این تیم با کسب رتبهٔ سوم در سری آ توانست بهترین رکوردش را ثبت کند.
در سال‌های اخیر نیز بازیکنانی چون آلوارو رکوبا و کریستین ویری برای این تیم بازی کردند.
در ۷ ژوئن ۲۰۱۶ فیلیپو اینزاگی به عنوان سرمربی جدید باشگاه انتخاب شد. در ۱۹ آوریل ۲۰۱۷ ونتزیا موفق شد پارما را در کسب مقام قهرمانی لیگا پرو شکست دهد و به سری بی صعود کند.

## افتخارات
- کوپا ایتالیا: قهرمان سال ۱۹۴۱
- سری بی
- سری سی